# Slaget ved Agincourt
50°27′49″N 2°08′30″Ø / 50.46361°N 2.14167°Ø
Slaget ved Agincourt var et slag under Hundredeårskrigen, der blev udkæmpet mellem England under ledelse af Henrik 5. og Frankrig ledet af Charles d'Albret på vegne af Karl 6.. Slaget foregik fredag 25. oktober 1415 ved nutidens Azincourt i Nordfrankrig. Henrik 5.'s sejr over den talstærkt overlegne franske hær lammede Frankrig og blev indledningen på en ny periode i krigen, hvorunder Henrik giftede sig med den franske konges datter, og Henriks søn, Henrik 6., blev arving til både Frankrigs og Englands trone.
Henrik 5. ledte sine soldater i slaget og deltog i mand-mod-mand-kampen. Den franske konge, Karl 6., stod ikke selv i spidsen for den franske hær, da han led af alvorlig tilbagevendende sygdom og i nogen grad var mentalt invalideret. I stedet blev franskmændene ledet af Connétable de France Charles d'Albret og forskellige prominente franske adelsmænd.
Slaget er berømt for brugen af langbuer i meget stort antal, og størstedelen af Henriks hær bestod af bueskytter fra England og Wales. Slaget blev udødeliggjort i William Shakespeares skuespil Henry V.

## Samtidige kilder
Slaget ved Agincourt er dokumenteret af mindst syv samtidige kilder, hvoraf tre var øjenvidner. Der har aldrig været større tvivl om, hvor slaget fandt sted, og stedet er 600 år senere forholdsvis uforandret. Umiddelbart efter slaget tilkaldte Henrik 5. herolderne fra de to hære, der havde overværet slaget, og besluttede i samråd med den franske herold, Montjoie, at slagets navn skulle være Agincourt, da det var det nærmeste befæstede sted. To af de mest citerede beretninger kommer fra burgundiske kilder: Én fra Jean Le Fevre de Saint-Remy, som var til stede under slaget, og en anden fra Enguerrand de Monstrelet. Den engelske øjenvidneberetning stammer fra den anonyme Gesta Henrici Quinti, som antages at være skrevet af en feltpræst ved kongens hof, som vil have været blandt forsyningstropperne til slaget. En nylig revurdering af Henriks strategi ved Agincourt-felttoget medtager disse tre beretninger og taler for, at det var set som en lovlig måde at løse uoverensstemmelser om kravet om Frankrigs trone.

## Felttog
Henrik 5. invaderede Frankrig efter fejlslagne forhandlinger med franskmændene. Han krævede titlen som Frankrigs konge gennem sin oldefar Edvard 3., selv om de engelske konger reelt havde givet afkald på titlen, mod at franskmændene accepterede Englands krav på Aquitaine og andre områder i Frankrig (som havde været en betingelse fra freden i Bretigny).
Han indkaldte i første omgang Magnum Concilium i foråret 1414 for at diskutere muligheden for at gå i krig mod Frankrig, men adelsmændene insisterede på, at han skulle forhandle yderligere og moderere sine krav. I de forhandlinger erklærede Henrik, at han ville opgive kravet på Frankrigs trone, hvis landet ville betale ham 1,6 millioner engelske kroner fra løsesummen for Johan 2. , som var blevet fanget under slaget ved Poitiers i 1356 og anerkende det engelske ejerskab af Normandiet, Touraine, Anjou, Bretagne og Flandern samt Aquitainen. Henrik ville gifte sig med prinsesse Catherine, datter af Karl 6, og modtage en medgift på 2 millioner engelske kroner. Frankrig svarede med, hvad de betragtede som generøse vilkår for ægteskabet og en medgift på 600.000 kroner og et udvidet Aquitainen. I 1415 var forhandlingerne gået i stå, og englænderne påstod at franskmændene spottede dem med deres krav og latterliggjorde Henrik. I december 1414 var parlamentet blevet overtalt til at give Henrik et "dobbelt tilskud", en skat, der var dobbelt så høj som normalt, for at gøre det muligt at genvinde sin arv fra Frankrig. Den 19. april 1415 anmodede Henrik igen storrådet om at godkende en krig mod Frankrig, og denne gang fulgte rådet hans ønske.
Henriks hær ankom til Nordfrankrig 13. august 1415 på en flåde, der af Shakespeare bliver beskrevet som "en by på ustadige bølgers dans / For sådan fremstår denne majestætiske flåde", og ofte er blevet anslået til 1.500 skibe. Den var dog givetvis meget mindre, og Henrik belejrede havnen i Harfleur med en hær på omkring 12.000 mand og op mod 20.000 heste. Belejringen varede længere end ventet. Byen overgav sig først 22. september, og den engelske hær forlod først byen 8. oktober. Den normale årstid for felttog var ved at være forbi, og den engelske hær havde lidt store tab på grund af sygdom. Frem for at trække hæren tilbage til England efter erobringen af blot én by med sit dyre felttog besluttede Henrik at trække det meste af hæren (omkring 9.000 mand) gennem Normandiet til havnebyen Calais, der var en engelsk magtbase i Nordfrankrig for at demonstrere med sin tilstedeværelse i området og i spidsen for sin hær, at hans ret til regere i hertugdømmet var mere end et abstrakt juridisk og historisk krav. Hans hensigt med manøvren var også en bevidst provokation af en kamp mod dauphinen, som ikke havde svaret på Henriks personlige udfordring om at kæmpe ved Harfleur.
Mens englænderne havde belejret Harfleur, var det lykkedes franskmændene at samle en hær i nærheden af Rouen. Det var ikke en feudalhær, men en hær af lejesoldater, der mindede om englændernes. Franskmændene havde håbet på at samle 9.000 mand, men hæren var ikke klar i tide til at komme Harfleur til undsætning. Efter at Henrik var marcheret mod nord, blokerede franskmændene dem ved floden Somme. Det lykkedes dem at tvinge Henrik mod syd, væk fra Calais, for at finde et vadested. Englænderne krydsede floden syd for Péronne ved Béthencourt og Voyennes og fortsatte deres march mod nord. Uden flodens beskyttelse tøvede den franske hær med at tvinge englænderne i kamp. De skyggede Henriks hær og indkaldet til semonce des nobles, hvor de indkaldte lokale herremænd til at slutte sig til hæren. Den 24. oktober stod hærene over for hinanden, men den franske hær undveg i håb om, at der ville komme hjælp. De to hære tilbragte natten den 23. oktober i fri luft. Næste dag indledte franskmændene forhandlinger i et forsøg på at forsinke englænderne, men Henrik beordrede sin hær til at gå frem og påbegynde slaget på trods af, at han helst ville have undgået det grundet hans hærs tilstand. Alternativt var ønsket at kæmpe defensivt, da det var den måde, slaget ved Crécy og andre berømte sejre med langbuen var blevet vundet. Englænderne havde kun få forsyninger og havde marcheret 420 km på to en halv uge; mange led af sygdomme som dysenteri, og de stod over for en større og bedre udrustet fransk hær. Men franskmændene blokerede Henriks vej mod sikkerheden i Calais, og en forsinkelse af slaget ville kun tjene til at svække hans hær yderligere og tillade flere franske styrker at slutte sig til hans fjende.

## Slaget

### Optakt
Slagmarken var en smal stribe åbent land, en kile i skovene ved Tramecourt og Agincourt tæt ved den moderne landsby Azincourt. Franskmændenes hær stod klar ved den nordlige ende for at blokere vejen til Calais.

### Den engelske hærs opstilling
Tidligt den 25. oktober opstillede Henrik sin hær (omtrent 1.500 pansrede fodfolk og 7.000 langbueskytter; se Agincourt i tal) i en defensiv position fordelt over en knap 700 m langt strækning mellem skovene. Hæren var delt i tre kampformationer: Fortroppen, ledet af hertugen af York, den primære kampformation, ledet af Henrik selv, og bagtroppen, der blev ledet af Thomas de Camoys. Derudover havde Sir Thomas Erpingham, der var en af Henriks mest erfarne riddere, opgaven med at styre bueskytterne. Det er sandsynligt, at englænderne benyttede deres normale opstilling med fodfolk og riddere i midten og bueskytter på begge flanker. Det er også muligt, at de har haft en mindre gruppe bueskytter i midten af linjen. Fodfolk i pladerustning og ringbrynje blev placeret skulder ved skulder i fire rækker. Bueskytterne satte spidsede pæle i jorden, der pegede mod franskmændene for at tvinge det angribende kavaleri til at bryde af, før de nåede frem. Pælene var muligvis inspireret af slaget ved Nikopolis i 1396, hvor soldater fra det Osmanniske Rige brugte taktikken mod det franske kavaleri.[c]
Englænderne skriftede inden slaget, som det var sædvane. Henrik var dog bekymret for, at fjenden ville indlede et overraskelsesangreb, og da han ønskede, at mændene forblev fokuserede, beordrede han dem til at tilbringe natten inden slaget i stilhed med truslen om at få skåret et øre af, hvis det ikke blev overholdt. Han fortalte sine mænd, at han hellere ville dø i det kommende slag end at blive taget til fange og løskøbt. De pansrede fodfolk på begge sider var højtstående mænd, som vidste, at hvis de blev taget til fange, kunne de forvente at blive løskøbt. De engelske bueskytter var derimod ikke rige adelsmænd, og de ville sandsynligvis blive dræbt af franskmændene frem for at blive taget til fange, da de ikke kunne forventes at indbringe nogen løskøbssum.
Henrik 5. holdt en tale for sine soldater før slaget, hvori han understregede retfærdigheden i sin sag, og han mindede dem om tidligere engelske kongers store sejre over franskmændene. Den burgundiske kilde citerer ham for at slutte talen med at fortælle sine mænd, at franskmændene pralede med, at de ville skære to fingre af bueskytternes højre hånd, hvis de blev taget til fange, så de aldrig ville kunne spænde en langbue igen. Om det er sandt er et åbent spørgsmål, da almindelige soldater normalt blev slået ihjel, da der ikke var nogen, som kunne betale løsepenge for dem.

### Den franske hærs opstilling
De franske var ikke alene flere end englænderne, men adelsmændene i hæren følte sig voldsomt overlegne over det store antal bueskytter i den engelske hær, som franskmændene havde erfaring for havde mindre betydning. Fx skrev Edmond de Dyntner, at der var "ti franske adelsmænd for hver engelsk", idet han fuldstændig ignorerede bueskytterne. Adskillige franske beretninger lægger vægt på, at de franske ledere var så ivrige efter at besejre englænderne (og få løsepenge for fodfolkene), at de insisterede på at stå i første række; som en af de samtidige kilder beretter: "Alle herremændene ville være i fortroppen, i modsætning til kommandanten og de mere erfarne riddere."
Franskmændene blev forud for angrebet opstillet i tre linjer – hver på omkring 6.000 mand; den første kan dog have omfattet 9.000 (se evt. Agincourt i tal). På flankerne af hver linje var der 2.400 pansrede ryttere, mens midten bestod af fodfolk, heraf flere riddere og adelige, herunder tolv kongelige. Bagtroppen bestod af mellem 6.000 og 9.000 soldater, som var ankommet sent. De mellem 4.000 og 6.000 franske armbrøst- og bueskytter stod foran linjerne.
Franskmændene blev opstillet i tre linjer.
- Den første blev ledet af d'Albret, marskal Boucicault og hertugerne af Orléans og Bourbon samt kavaleri tilknyttet under ledelse af greven af Vendôme og sir Clignet de Brebant.

- Den anden linje blev kommanderet af hertugerne af Bar og Alençon samt greven af Nevers.

- Den tredje var under greverne af Dammartin og Fauconberg.[24] Den burgundiske krønikeskriver, Jean de Wavrin, beretter, at der var 8.000 fodfolk, 4.000 bueskytter og 1.500 armbrøstskytter i fortroppen, med to flanker à 600 og 800 mand til hest, og at hovedstyrken havde "lige så mange riddere, esquirere og bueskytter som i fortroppen", og at bagtroppen indeholdt "resten af fodfolkene".[25] Herolden for Berry refererer til nogle noget andre tal i form af 4.800 fodfolk i første linje, 3.000 mænd i anden linje med to flanker med hver 600 ryttere og i alt "10.000 fodfolk",[26], men nævner intet om en tredje linje.

Omkring 8.000 svært pansrede franske infanterister var med i kamp, og de måtte først frem til den engelske hær, før de kunne komme i kamp med den. Hvis de kunne nå hen til kampstedet, ville de være i klart overtal med mere end fem franskmænd per englænder, og bueskytterne ville ikke kunne skyde uden at risikere at ramme deres egne.[kilde mangler]
Bagtroppen synes at have bestået af tusindvis soldater, tjenere og almue, som franskmændene enten ikke ville eller kunne sende afsted. Warwin estimerer den franske hær til 50.000: "De havde rigeligt med bueskytter og armbrøstskytter, men ingen ville lade dem skyde (sic). Årsagen var, at området var så smalt, at der kun var plads til fodfolkene." En anden kilde hævder, at franskmændene ikke engang sendte 4.000 af de bedste armbrøstskytter i kamp "under påskud af, at de ikke havde brug for deres hjælp". Bagtroppen spillede en meget lille rolle i slaget; engelske og franske kilder er enige om, at en stor del af den franske hær flygtede, efter at have set så mange adelsmænd blive dræbt og taget til fange under kampene.

### Terrænet
En meget væsentlig faktor for slagets udfald var terrænets beskaffenhed. Slagmarken bestod af et meget smalt stykke åbent land i en sænkning, som nyligt var blevet pløjet, og som var omkranset af skov. Det var til englændernes fordel, både fordi den var smal, så franskmændene ikke kunne udnytte deres overtal optimalt, idet de ikke havde mulighed for at gå rundt om englændernes flanke, og fordi franskmændene skulle arbejde sig igennem et tykt lag mudder. En analyse gennemført af Battlefield Detectives har fokuseret på dynamikken på slagmarken. De 1.000–1.500 engelske fodfolk var ifølge de samtidige beretninger placeret skulder ved skulder i fire rækker, hvilket bliver til en formation af 250-300 mand i bredden (muligvis delt i to af en gruppe bueskytter i midten). Resten af den engelske stilling vil have været fyldt ud med langbueskytter beskyttet bag deres pæleværk. Franskmændenes forreste linje bestod af fodfolk uden mulighed for at omgå den engelske linje på trods af deres talmæssige overlegenhed på grund af skovene på hver side af slagmarken. Franskmændene var indledningsvis inddelt i tre formationer bag hinanden, da der ikke var plads til dem ved siden af hinanden: Det første sammenstød fandt derfor sted mellem englænderne og den forreste linje, mens den næste linje begyndte sin fremrykning. De franske soldater blev også skubbet sammen og klemt af dem, som kom bagfra. Det og tabene pga. den konstante pileregn fra de engelske langbuer reducerede deres effektivitet betydeligt. De næste fremrykkende linjer blev også nødt til at træde rundt om eller over de faldne for at komme frem til forreste række.
Battlefield Detectives-analysen konkluderer, at når antallet af mænd overstiger fire per kvadratmeter, mindskes deres fremrykningshastighed med op til 70 procent, da det ikke længere er muligt at bevæge sig frit. Beretninger fra slaget beskriver, at franskmændene angreb de engelske fodsoldater og blev beskudt fra siderne af de engelske bueskytter, imens kamphandlingerne udviklede sig. Den engelske kilde Gesta Henrici skriver: "For når nogle af dem, der blev dræbt ved slagets første sammenstød, faldt ved fronten, så var den udisciplinerede vold og trykket fra masserne af mænd bag dem så stort, at de levende faldt oven på de døde, og andre, der faldt oven på de levende, også blev dræbt."
Selv om presset fra de franske styrker i første omgang gjorde, at englænderne blev trængt tilbage, så blev de selv klemt så meget sammen af dem bagfra, at de ikke længere havde plads til at bruge deres våben ordentligt. Den franske munk fra St. Denis skrev, at "fortroppen, der bestod af omkring 5.000 mand, fandt sig selv så tæt pakket, at de, der stod i tredje række, knap kunne bruge deres sværd", og den burgundiske kilde har en lignende passage. I praksis var der ikke plads nok til, at alle disse mænd kunne kæmpe, og de var ude af stand til at reagere effektivt, da bueskytterne sluttede sig til fodfolkene i nærkampen. Da den anden franske linje nåede frem med sammenlagt omkring 8.000 mand (afhængigt af kilden), blev presset bagfra endnu kraftigere. Presset fra mænd, der kom bagfra, forhindrede de kæmpende soldater i forreste linje i at slås ordentligt.
Kampen fandt sted på en nypløjet mark efter et kraftigt regnskyl, og underlaget må derfor hurtigt være blevet en mudderpøl. Det dybe bløde mudder gjorde det yderst trættende at bevæge sig rundt i fuld og tung pladerustning. Den franske munk fra St. Denis beskriver de franske soldater som "marcherende igennem midten af mudderet, hvor de sank i til knæene. Så de var allerede udmattede af træthed, inden de nåede frem til fjenden". Det gav englænderne endnu en fordel, da de franske riddere, når de først var blevet slået i jorden, kun med meget stort besvær kunne rejse sig igen for at kæmpe. Barker hævder, at nogle riddere druknede i mudderet tynget af deres rustninger og hjelme. Deres begrænsede mobilitet gjorde franskmændene til lette mål for det engelske bueskytters pile. De engelske bueskytters udrustning var langt lettere end de franske ridderes og gjorde dem mere mobile i kampen med de franske fodfolk.

### Kampen

#### Indledende manøvrer
Om morgenen den 25. oktober ventede franskmændene stadig på forstærkninger. Hertugen af Brabrant (ca. 2.000 mand), hertugen af Anjou (omkring 600 mand) og hertugen af Bretagne, (6.000 mand ifølge Monstrelet) var alle på vej for at slutte sig til hæren. Det blev derfor overvejet i den franske lejr, om man skulle angribe eller vente.
Tre timer efter solopgang var kampen endnu ikke begyndt. I militære tekstbøger fra perioden står "overalt og ved alle lejligheder, hvor fodfolk marcherer mod deres fjende ansigt til ansigt, vil de, der marcherer, tabe, og de, der står stille og holder fast, sejre". Derudover forventede franskmændene, at tusindvis af mænd ville slutte sig til dem, hvis de ventede. De blokerede for Henrik 5.'s tilbagetog og var godt tilfredse med at vente, så længe det måtte vare. Det var endda nogle, der forventede, at englænderne ville stikke af frem for at gå i kamp, når de så, hvor mange franske prinser de var oppe imod.
På den anden side var Henrik 5.'s mænd allerede udmattede af sult, sygdom og af at marchere. Selv om Henrik lige som franskmændene vidste, at hans hær ville klare sig bedre i defensiv end offensiv, blev han nødt til en kalkuleret risiko og flytte sin hær fremad for at indlede slaget. Det medførte, at han opgav sin valgte stilling, gik fremad mod fjenden og genopstillede de spidse træpæle, så de pegede mod fjenden som beskyttelse af bueskytterne mod angreb fra kavaleriet. Brugen af spidsede pæle var en ny opfindelse for englænderne. Under slaget ved Crecy var bueskytterne for eksempel beskyttet af gravede render og andre forhindringer. Hvis det franske kavaleri havde angrebet, inden pælene var blevet hamret på plads, ville resultatet sandsynligvis have været katastrofalt for englænderne, som det var under slaget ved Patay. Franskmændene havde imidlertid ikke forudset dette træk og angreb ikke, mens englænderne avancerede, så bueskytterne havde tid til at gør deres forsvar klar.
Selve slagmarken synes også at have begrænset og besværet igangsætningen af det franske angreb. Franskmændene havde oprindeligt opstillet deres kampformationer med bueskytter og armbrøstskytter foran fodfolkene og med de beredne soldater bagest specifikt designet til at "overfalde bueskytterne, og bruge deres kraft til at nedbryde dem", men reelt blev bue- og armbrøstskytterne indsat bagved og på flankerne af fodfolkene (hvor de tilsyneladende stort set ikke spillede nogen rolle i slaget, bortset fra en enkelt pileregn i begyndelsen af slaget). Kavaleriet, som kunne have ødelagt den engelske linje, hvis de havde angrebet, mens englænderne flyttede deres pæle, angreb først efter den første salve af pile fra englænderne. Det er uklart, om forsinkelsen skyldtes, at franskmændene håbede, at englænderne ville foretage et frontalangreb og blev overraskede, da englænderne i stedet indledte med at beskyde dem fra deres nye defensive position, eller om ridderne i stedet ikke handlede hurtigt nok i forhold til den engelske fremrykning. Franske krønikeskrivere er enige om, at da rytteriet endelig angreb, omfattede det ikke så mange mænd, som burde det have gjort. Gilles le Bouvier skriver, at nogle havde forladt rækkerne for at få varmen, og andre var til fods eller fodrede deres heste.
Under alle omstændigheder fik englænderne gravet deres pæleværk ned i en afstand fra franskmændenes stilling, hvor kun meget lange skud kunne nå dem (ca. 270 m), og de begyndte at beskyde franskmændene med en pileregn.

#### Det franske kavaleriangreb
Det franske kavaleri angreb bueskytterne, på trods af at det var uorganiseret og ikke var fuldtalligt. Det blev en katastrofe, fordi de franske riddere ikke kunne komme uden om bueskytterne på grund af skovene, og fordi de ikke kunne nå gennem de opstillede spidse pæle, der beskyttede bueskytterne. John Keegan taler for, at langbuens primære indflydelse på slaget på det tidspunkt var at såre hestene, der kun havde rustning på hovedet, og mange heste kom derfor ud af kontrol, når de blev ramt af pile i siden eller ryggen. Kavaleriets angreb og retræte gjorde det mudrede terræn mellem de to hære endnu mere pløret. Julie Barker citerer en samtidig munk fra Klosterkirken Saint-Denis, som fortæller, hvordan sårede heste i panik galoperede igennem det fremrykkende infanteri og red det ned og spredte det under deres hovedkulds flugt fra slagmarken. De burgundiske kilder nævner også, at ridderne trak sig tilbage gennem fodfolkets angreb.

#### Det franske hovedangreb
Connétable de France ledte selv angrebet med de franske fodsoldater. Franske kilder beskriver, at deres fortrop bestod af mindst 5.000 fodfolk. Det betyder, at de har været englænderne overlegne 3-til-1, men før de kunne nå frem til fjendens linje, skulle de krydse en mudret mark under konstant beskydning fra bueskytterne.
De franske soldaters pladerustning gjorde det muligt for dem at nå frem til englændernes linje under, hvad den franske munk fra St. Denis beskriver som "en skrækindjagende regn af pile". En fuldt dækkende pladerustning blev betragtet som så god beskyttelse, at skjold blev opfattet som overflødige, selv om den samtidige burgundiske kilde specifikt skelner mellem franskmænd, der benyttede skjolde, og dem der ikke gjorde. Rogers har antydet, at de forreste franskmænd kan have brugt økser og skjolde. Moderne historikere er splittet i spørgsmålet om, hvor vidt en langbue har været effektiv mod datidens rustninger, og nogle moderne tekster har antydet, at pile ikke ville kunne trænge igennem, særligt hvis rustningerne var lavet af godt stål, mens andre mener, at det godt kunne lade sig gøre, hvis rustningerne var af dårligere kvalitet og fremstillet af smedejern. Rogers skriver, at langbuen kan skyde igennem en brystplade på kort afstand og igennem tyndere rustning på arme og ben på omkring 200 meters afstand. Han betragter en ridder i en rustning i bedste stålkvalitet som mere eller mindre usårlig over for pile mod brystpladen eller hjelmen, men mener, at de stadig har været sårbare over for skud mod arme og ben særligt på kort afstand. Under alle omstændigheder har franskmændene været nødt til at slå visiret ned på deres hjelme og bøje hovedet for at beskytte sig mod pile, der kunne ramme deres øjne eller lufthuller i hjelmen, der var de svageste punkter i rustningerne. Det har samtidig begrænset deres udsyn og besværliggjort vejrtrækningen. De franske soldater måtte iført omkring 25 kg rustning bevæge sig nogle hundrede meter gennem dybt mudder med et tryk af frænder i ryggen. Jo længere slaget skred frem, jo oftere har de også skulle gå uden om eller over faldne soldater.
De overlevende franske fodsoldater nåede det forreste af den engelske linje og trængten den bagud, mens bueskytterne på begge flanker beskød dem på kort afstand. Da bueskytterne løb tør for pile, lagde de buerne og greb økser, sværd og køller, som de havde brugt til at banke pæle ned med, for derefter at angribe de nu uorganiserede, trætte og sårede franske fodsoldater foran dem. Franskmændene kunne ikke magte de engelske fodsoldater samtidig med de mange tusinde letpansrede bueskytter, der kunne bevæge sig langt hurtigere og mere adræt, da de ikke var tynget af tung rustning. Effekten af de tusindvis pile og deres slid i de tunge rustninger igennem mudderet, varmen, manglen på ilt gennem hjelmene med visiret nede og presset fra de mange soldater bag dem betød, at de franske fodsoldater "knap kunne løfte deres våben", da de endelig nåede frem til den engelske linje.
De udmattede franske soldater beskrives som slået til jorden af englænderne og ude af stand til at komme op igen. Som kamphandlingerne udviklede sig nåede den anden franske linje også frem til selve kampen, men den blev også opslugt, og grundet den smalle slagmark kunne de franske ikke udnytte deres overtal effektivt. Rogers antyder, at franskmændene, der var bagerst i formationen, har forsøgt at skubbe fremad og uden at vide det hindret muligheden for de forreste i formationen til at manøvrere og kæmpe og bogstaveligt talt skubbet dem lige ind i den engelske formation af lanser. Efter den første bølge har franskmændene været nødt til at kæmpe over og oven på de døde, der var faldet. Under et sådant pres fra tusinder af mænd finder Rogers det plausibelt, at et stort antal soldater er blevet kvalt i deres rustninger, som det bliver beskrevet i flere kilder, og som det også er kendt fra flere andre slag.
De franske fodtropper blev taget til fange eller dræbt i tusindvis. Kampene varede omkring tre timer, men i sidste ende blev lederne af den anden franske linje dræbt eller fanget, ligesom det var tilfældet med dem i første linje. Den engelske Gesta Henrici beskriver tre store dynger af slagne under det tre vigtigste engelske bannere. Ifølge samtidige engelske kilder deltog Henrik aktivt i kampen. Da han hørte, at hans yngste bror, Humphrey, hertug af Gloucester, var blevet såret i skridtet, tog Henrik sin private garde og stod foran sin bror for at beskytte ham forrest i rækkerne, indtil han kunne blive slæbt i sikkerhed. Kongen fik et økeshug mod hovedet, og det hakkede et stykke af den krone, som var en del af hans hjelm.

#### Angreb på de engelske forsyningstropper
Den eneste franske succes under slaget var et udfald mod de engelske forsyningstropper, hvor Ysembart d'Azincourt, der anførte en lille skare let udrustede fodsoldater og væbnere samt omkring 600 bønder bag de engelske linjer, fik sikret sig nogle af Henriks personlige skatte, bl.a. hans krone. Om angrebet var planlagt som en del af den franske krigsstrategi, eller om den blev gennemført af en lokal samling landevejsrøvere er uklart i kilderne. d'Azincourt var med sikkerhed en lokal ridder, men han kan have været udvalgt til at angribe som følge af sit lokalkundskab og manglen på højere rangerende soldater. Ifølge nogle beretninger fandt angrebet sted, da slaget var ved at være overstået; det fik englænderne til at tro, at de blev angrebet bagfra. Barker følger her Gesta Henrici, som antages at være en feltpræst som befandt sig blandt forsyningstropperne, og konkluderer, at angrebet fandt sted i begyndelsen af slaget.

#### Henrik befaler at slå fangerne ihjel
Uanset hvornår angrebet på forsyningstropperne fandt sted, blev Henrik bekymret for, at franskmændene vil omgruppere sig efter den første engelske sejr med henblik på et nyt angreb. Gesta Henrici skriver, at det skete, efter at englænderne havde overvundet det franske stormløb og havde øjnet den franske bagtrop ("i stort antal og stadig friske"). Le Fevre og Wavrin skriver ligeledes, at det var tegn på, at den franske bagtrop omgrupperede sig og "velorganiseret marcherede mod slagmarken", der fik englænderne til at tro, at de fortsat var i fare.
Under alle omstændigheder beordrede Henrik, man skulle henrette, hvad der måske var flere tusinde franske fanger, og kun spare de højest rangerede (sandsynligvis for at få udbetalt en størst mulige løsesummer efter det herskende ridderlige system ved krigsførsel). Ifølge de fleste krønikeskrivere var Henriks frygt, at fangerne (som ved skæbnens gunst var flere end dem, som holdt dem fanget) ville blive bevidst om deres overtal og overmande de udmattede engelske soldater med våben fra slagmarken. Selv om hans ordre kan synes grusom, kan hans beslutning ses som berettiget i slagets lys, og selv ikke de franske krønikeskrivere kritiserer ham for den. I sit studie af slaget taler John Keegan for, at det primære mål ikke var at dræbe de franske riddere, men snarere at terrorisere dem til underkastelse og dæmpe enhver mulighed for, at de skulle finde på at genoptage kampen, som sandsynligvis ville have fået de ubenyttede franske reservetropper til at gå i kamp. Hvis det skete, kunne det været fatalt for de stadig undertallige engelske tropper, der nemt kunne have fået udskiftet en forbløffende sejr til et tilsvarende altødelæggende nederlag, da de engelske styrker nu var blandet med de franske, og de derfor ville have lidt alvorlige tab fra deres egne bueskytters pile, hvis de var blevet nødt til at genoptage skydningen. De engelske riddere nægtede at deltage i henrettelserne, da de anså det som uhæderligt og æreløst, og det var derfor et lille antal bueskytter, der foretog opgaven (måske omkring 200). Kombineret med vanskeligheden ved at dræbe så mange fanger på kort tid, har det fået Keegan spekulere på, om antallet af dræbte franske riddere måske end ikke nåede de hundrede, før reservetropperne flygtede fra slagmarken, og Henrik gav ordre til at indstille henrettelserne.
Denne handling markerede enden på slaget, da de franske reservetropper mistede håbet og flygtede fra slagmarken, fordi de så hvor mange af deres adelsmænd, der var blevet fanget og dræbt.

### Efterspil
Manglen på pålidelige kilder gør det umuligt at give et præcist tal for de franske tab. Det står dog klart, at selv om englænderne var i undertal, så var deres tab langt mindre end franskmændenes. De franske kilder angiver, at mellem 4.000 og 10.000 franskmænd døde under slaget, mens op til 1.600 englændere omkom. Det laveste relative tal i de franske kilder angiver, at franskmændene tabte seks gange flere mænd end englænderne. De engelske kilder varierer mellem 1.500 og 11.000 døde på den franske side, mens de selv ikke skulle have mistet mere end 100 mand.
Barker påpeger ud fra tilgængelige kilder, at "mindst 112 englændere døde under slaget" (inklusive Edvard af York, et af Edvard 3.'s børnebørn), men nævner ikke de sårede. Et udbredt estimat angiver, at 450 englændere mistede livet, hvilket ikke er et ubetydeligt tal i en hær på omkring 8.500, men langt færre end de tusinder franskmændene mistede, hvoraf næsten alle blev dræbt eller fanget. Ved at bruge de laveste franske estimater for deres egne døde på omkring 4.000 giver det et forhold på næsten 9 til 1 i englændernes favør, og over 10 til 1, hvis fangerne bliver medregnet.
Den franske side led store tab. Tre hertuger, mindste otte grever, en vicomte og en ærkebiskop døde sammen med mange andre adelige. Blandt de kongelige officerer mistede Frankrig en constable, admiral, Maître des Arbalétriers og prévôt af marskallerne. Baillierne fra ni større byer i Nordfrankrig blev dræbt, flere sammen med deres sønner, familie og støtter. Juliet Barker skriver, at slaget "skabte et stort hul blandt de naturlige ledere i Artois, Ponthieu, Normandiet og Picardiet."  Antallet af fanger varierer mellem 700 og 2.200, hvoriblandt hertugen af Orléans (den berømte digter Karl d'Orléans) og Jean Le Maingre (kendt som Boucicault) Marskal af Frankrig. Næsten alle disse fanger var adelige, da mindre værdifulde fanger blev slået ihjel.
Selv om sejren var militært afgørende, var dens indvirkning kompleks. Den førte ikke umiddelbart til yderligere engelske erobringer, da Henrik prioriterede at komme tilbage til England, hvilket han gjorde den 16. november for at blive modtaget med hyldest i London den 23. samme måned. Af sine undersåtter og andre riger i Europa blev Henrik opfattet som en sejrende helt, der kom hjem velsignet af Gud. Det fastslog legitimiteten i Lancastermonarkiet og Henriks fremtidige felttog i sin higen efter "rettigheder og privilegier" i Frankrig. Andre fordele ved sejren sås først senere. Kort efter slaget gik den skrøbelige våbenhvile mellem de Armagnac og de burgundiske fraktioner i stykker. Hovedparten af de slagne var på Armagnacs side, og det var dem, der havde mistet flest ledende officerer og fik skylden for nederlaget. Burgunderne benyttede sig af muligheden, og ti dage efter slaget mønstrede de deres hære og marcherede mod Paris. Det manglende sammenhold i Frankrig tillod, at Henrik brugte halvandet år på at forberede et nyt felttog, både politisk og militært. Da dette felttog blev indledt, gik det lettere for Henrik på grund af den skade, der var forvoldt på de politiske og militære strukturer i Normandiet under slaget.
Det tog adskillige felttog gennem mange år, før Henrik omsider nåede sit mål. Han blev anerkendt som regent og arving til tronen af franskmændene ved freden i Troyes (1420). Det blev befæstet ved hans ægteskab med Katherine af Valois, datter af Karl 6.. Henrik døde dog som 36-årig to måneder før Karl, og blev aldrig konge af Frankrig. Hans søn Henrik 6. blev teknisk set konge af Frankrig ved Karls død, men han havde reelt kun kontrol over den nordlige del af landet, mens Dauphinen regerede i syd og krævede tronen.

### Notable tab

#### Franske
De notable faldne franskmænd (primært navngivet af Enguerrand de Monstrelet) inkluderer:
Ledende officerer:
- Charles I d'Albret, Greve af Dreux, Connétable de France[69]
- Jacques de Châtillon, Lord of Dampierre, Admiral af France
- David de Rambures, the Grand Maître des Arbalétriers
- Guichard Dauphin, Chef for den kongelige husholdning

De tre hertuger:
- Antoine af Bordeaux, Hertug af Brabant og Limburg og konsort hertug af Luxembourg[69] (en af Johan den Uforfærdede, hertug af Burgunds brødre)
- Johan 1., Hertug af Alençon-Perche,[69] næstkommanderende efter d'Albret.
- Edvard 3., Hertug af Bar[69] (sammen med sin bror og nevø)

Syv grever (otte med d'Albret):
- Philip af Bordeaux, Greve af Nevers og Rethel (endnu en af Johan den Uforfærdedes brødre)
- Frederik af Lorraine, Greve af Vaudémont (bror til Charles 2., Hertug af Lorraine)
- Robert af Bar, Greve af Marle og Soissons (Edvard 3., Hertug af Bar's nevø).
- Johan 6., Greve af Roucy
- Waleran 3. af Luxembourg, Greve af Ligny og Saint-Pol (kaldet "Greve af Fauqemberg" i krønikerne)
- Edvard 2., Greve af Grandpré
- Henrik 2., Greve af Blâmont

Og omkring 90 baroner og andre, inklusive:
- Jean de Montaigu, Ærkebiskop af Sens
- Johan af Bar af Puisaye (bror til Edvard 3. af Bar)
- Jean 1. de Croÿ a Croÿ-d'Araines og hans to sønner John and Archambaud
- Jean de Béthune af Marueil.

#### Engelske
Notable tab inkluderer:
- Edvard af York (f. 1373)[70]
- Michael de la Pole, 3. jarl af Suffolk[71]
- Dafydd Gam (Davy Gam) walisisk helt som efter sigende reddede Henrik 5.'s liv ved Agincourt[72]
- Jan I van Brederode

#### Fanger
Blandt de omkring 1.500 fanger, der blev taget af englænderne, er følgende franskmænd notable:
- Jean Le Maingre ("Boucicaut"), Marskal af Frankrig.
- Charles af Artois (Greve af Eu), den franske løjtnant for Normandiet og Guyenne.
- John af Bourbon (Hertug af Bourbon-Auvergne-Forez), sandsynligvis den største feltherre i Sydfrankrig
- Charles af Orleans (Hertug af Orleans-Blois-Valois), en magtfuld adelige fra det centrale Frankrig, og det titulære overhoved for Armagnac (hans ældre bror, Johan af Orleans (Greve af Angoulême-Périgord), havde været i engelsk fangeskab siden 1412).
- Louis de Bourbon (Greve af Vendôme)
- Arthur de Richemont, bror til Johan 6., Hertug af Bretagne, Henrik 5.'s stedsøn (han var søn af Joan af Navarre, enkedronning af England).

## Agincourt i tal
I Anne Currys bog Agincourt: A New History fra 2005 argumenterer hun for (baseret på forskning i overleverede administrative dokumenter), at den franske hær har bestået af omkring 12.000 mand, og englændernes har været på omkring 9.000 mand, hvilket giver et overtal på 4:3. Juliet Barker skriver derimod i sin bog Agincourt: The King, the Campaign, the Battle (også udgivet i 2005), at englænderne var i undertal "mindst fire til én og muligvis helt op til seks til én". Hun foreslår tal omkring 6.000 for englænderne og omkring 36.000 for franskmændene, baseret på Gesta Henrici's tal på omkring 5.000 bueskytter og 900 engelske fodsoldater og Jean de Wavrins udsagn om, at "franskmændene var seks gange så talrige som englænderne". Encyclopædia Britannica fra 2009 anfører et antal på omkring 6.000 englændere og 20.000 til 30.000 franskmænd. Britannica fra 1911 opgiver nogle noget andre tal: Omkring 6.000 bueskytter, 1.000 fodsoldater og "nogle få tusinde andre til fods" for englænderne, og et fransk overtal på "mindst fire gange så mange".
Med et af de laveste estimater for den franske hær og samtidig med et af de højeste for den engelske hær hører Curry til en minoritet, der mener, at forholdet var så tæt som 4:3. Visse historikere har støttet hendes teori om, at den franske hær var noget mindre end man ellers har antaget og den engelske noget større, selvom de ikke nødvendigvis er enige i Currys nøjagtige tal. Bertrand Schnerb, der er professor i middelalderhistorie på Universitet i Lille, mener, at den franske hær sandsynligvis bestod af mellem 12.000 og 15.000 tropper. Ian Mortimer skrev i sin bog 1415: Henry V's Year of Glory fra 2009, at Curry "minimerer det franske antal (ved at begrænse sine tal til dem, der hører til den grundlæggende hær samt få andre specifikke kompagnier) og maksimerer det engelske antal (ved at antage at antallet af dem, der blev sendt hjem fra Harfleur, ikke var større, end hvad der hørte til sygelisterne)", men er enig i at tidligere estimater overdriver forholdene, og han antyder, at "den mest ekstreme ubalance, som er troværdig, er 15.000 franske tropper mod 8.100 engelsk: et forhold på omkring to-til-en".
Clifford J. Rogers, professor i historie på United States Military Academy, har for nylig argumenteret for at arkivmaterialet er for ukomplet til for alvor at ændre hans opfattelse af, at englænderne var i undertal 4:1. Juliet Barker er også uenig med Currys argumenter i et afsnit af hendes bog om Agincourt og skriver at: "Bevarede administrative optegnelser på begge sider, men særligt de franske, simpelthen er for ukomplette til at støtte [Currys] påstand om, at 9.000 englændere var oppe imod en hær, der kun var 12.000 mand stærk. Og hvis forskellen virkelig var så lille som 4:3, så gør dette beretninger om kampens forløb, som beskrevet af øjenvidner og samtidige kilder, til nonsens."
De, der støtter en større ubalance, har generelt lagt større vægt på samtidige kilder og særligt øjenvidneberetninger. Gesta Henrici giver plausible tal for englænderne på omkring 5.000 bueskytter og 900 fodfolk, men Mortimer beskriver disse tal som "vildt upræcise", hvor englænderne dermed skulle være i undertal med 30:1, og der er også tvivl om, hvor meget der blev skrevet som propaganda for Henrik 5. Proportionerne virker også ukorrekte, da man fra bevarede kilder ved, at Henrik tog afsted med omkring fire gange så mange bueskytter som fodfolk og ikke 5½ gange så mange. De, der støtter tallene fra Gesta for den engelske hær, har generelt antaget, at selvom den engelske hær tog fra Harfleur med otte eller ni tusinde mænd, så er det sandsynligt, at de efter flere ugers felttog og sygdom i fjendtligt område har mistet mellem to og tre tusinde soldater Mortimer skriver dog: "På trods af prøvelserne på marchen havde Henry mistet meget få mænd på grund af sygdom eller død; og vi har uafhængige vidnesbyrd om, at ikke mere end 160 var blevet taget til fange på vejen." 
Mortimer skriver, at de burgundiske tal for den franske fortrop på 8.000 med en fortrop på 1.400 (eller 2.400) fodfolk i flankerne nogenlunde korresponderer med tal på omkring 10.000 som hertugen af Berry's herold angiver. Burgunderne beretter også om 4.000 bueskytter og 1.500 armbrøstskytter i fortroppen, hvilket ville få det samlede antal op på "14 eller 15 tusinde kæmpende mænd". (Det skal bemærkes at burgunderne angiver den samlede franske hær til at inkluderer urealistiske 50.000 mand, og tallene de bruger korresponderer ikke med de forhold, som de beskriver. Ved at bruge lignende tal, skriver Jean Le Fevre, at englænderne var i undertal 3:1, hvorimod Wavrin mener, at englænderne var i undertal 6:1.)
En særlig årsag til forvirringen kan være antallet af tjenestefolk på begge sider. Mortimer mener, at fordi der var så meget højere proportioner på den franske side, så var antallet af ikke-kæmpende endnu højere. Enhver soldat kunne forventes at have en page, som har redet på en af hans reserveheste. Hvis den franske hær havde omkring 10.000 ekstra beredne mænd (modsat kun 1.500 ekstra i den engelsk hær), så "så englænderne nok en hær, der var tre gange så stor som størrelsen på deres egne kampstyrke".
Det kan diskuteres, om disse tjenestefolk skal tælles som ikke-kæmpende; Rogers accepterer eksempelvis, at franskmændene givetvis havde omkring 10.000 soldater, men inkluderer eksplicit én "gros valet" (en bevæbnet, pansret og bereden militærtjener) per fransk soldat i sine beregninger for forholdet.

## Populære gengivelser
Ikke længe efter den engelske sejr ved Agincourt blev der skrevet flere populære folkesange om slaget, hvoraf den mest berømte er "Agincourt Carol", der blev skrevet i første halvdel af 1400-tallet. Andre ballader fulgte, heriblandt "King Henry Fifth's Conquest of France", der fremhævede bestemte begivenheder, som kun var nævnt kort blandt de oprindelige krønikeskrivere.
Den mest berømte kunstneriske fremstilling af slaget er William Shakespeare's Henry V, der blev skrevet i 1599. Skuespillet fokuserer på presset som konge, spændingerne mellem hvordan kongen skulle fremstå - ridderlig, ærlig og retfærdig - og hvordan en konge nogle gange er nødt til at optræde - machiavellisk og hensynsløs. Disse spændinger bliver illustreret i Shakespeares beskrivelse af Henriks beslutning om at dræbe nogle af de franske fanger, samtidig med han prøver at retfærdiggøre det og distancere sig selv fra begivenheden - dette tidspunkt i slaget bliver skildret som et brud på ridderligheden og som et nøgleeksempel på kongens paradokser. Shakespeares skildring af slaget spiller også på temaet modernitet - Shakespeare stiller den moderne engelske konge og hans hær op som kontrast mod den ældre og ridderlige franske hær. Shakespeares skuespil skildrer Henrik som leder af en sand engelsk hær i slaget og spiller på vigtigheden mellem forbindelsen mellem monarken og de menige soldater under kampen. Det oprindelige skuespil har dog ikke nogle scener af selve slaget, hvilket har fået kritikeren Rose Zimbardo til at beskrive det som "fuld af krigsførelse, men tomt for konflikt."
Skuespillet introducerede den berømte St Crispins Dag-tale; Shakespeare lader Henrik give en rørende tale til sine soldater lige inden slaget, og opfordrer sin "våbenbrødre" til at stå sammen i den kommende kamp. Der er tale om en af Shakespeares mest heroiske taler, som kritikeren David Margolies har beskrevet ved, at den "stråler af ære, militær hæder, fædrelandskærlighed og selvopofrelse", og at den danner et af de første eksempler i engelsk litteratur, der forbinder solidaritet og kammeratskab til succes i kamp. Delvist som resultat heraf blev slaget brugt som en metafor i begyndelsen af første verdenskrig, da British Expeditionary Force forsøgte at stoppe den tyske fremmarch.
Shakespeares version af slaget ved Agincourt er blevet filmatiseret i adskillige små og to større film – af Laurence Olivier i 1944, og af Kenneth Branagh i 1989. Da Oliviers film er indspillet kort inden invasionen af Normandiet, har han givet slaget, hvad Sarah Hatchuel beskriver som en "spændende og heroisk" tone, med et kunstigt, filmisk syn på kampscenerne. Branaghs version giver en længere og mere realistisk skildring af selve slaget og trækker på historiske kilder og billeder fra Vietnam og Falklandskrigen. I hans filmatisering bruger Peter Babakitis digitale effekter til at overdrive realistiske effekter i kampscenerne og skaber en mere avantgardisk fortolkning af kampene ved Agincourt.
Slaget forbliver et vigtigt symbol i populærkulturen. Eksempelvis blev der afholdt en falsk retssag i Washington D.C. i marts 2010 mod Henrik 5. for hans forbrydelser og slagtningen af fanger, som både trak på historiske kilder og Shakespeares skuespil. Samuel Alito og Ruth Bader Ginsburg deltog som dommere. Retssagen drejede sig bredt om krigens berettigelse og ikke kun om spørgsmålet om fangerne. Selvom publikum stemte så tæt, at det var vanskeligt at afgøre udfaldet, blev Henrik fundet skyldig af retten på baggrund af "udviklede standarder for civilsamfundet".
Den engelske forfatter Bernard Cornwells roman Azincourt fra 2008 handler om bueskytten Nicholas Hook, der deltog i slaget. Cornwell har baseret bogen på adskillige kilder, og hovedpersonen er også taget fra de engelske lister over deltagende bueskytter.